# Оснабрюкский университет
Оснабрюкский университет (нем. Universität Osnabrück) — университет в городе Оснабрюк в германской земле Нижняя Саксония.
Университет был создан в 1974 году из педагогического ВУЗа (Adolf-Reichwein-Hochschule), которое с 1953 года находилось на территории Оснабрюкского замка. Уже в 1632 году в городе существовал университет «Academia Carolina Osnabrugensis», но он в 1633 году, во время оккупации города шведскими войсками в ходе тридцатилетней войны закрылся.

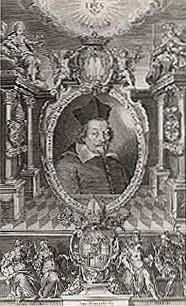
Франц Вильгельм фон Вартенберг — основатель университете

Получил широкую известность в 2009 году, когда в университете был открыт первый в Германии факультет исламской теологии.